# Erna Wallisch
Erna Wallisch (née Pfannenstiehl) née le 10 février 1922 à Benshausen en Allemagne morte le 21 février 2008 à Vienne en Autriche est une Aufseherin, gardienne de camps de concentration nazis pendant la Seconde Guerre mondiale.

## Biographie
Erna Wallisch passe son enfance en Allemagne, élevée par son père employé des postes. En 1941 elle s'inscrit au NSDAP, le parti national-socialiste. Elle suit une formation de Aufseherin, est affectée pendant un an au poste de gardienne dans le camp de concentration nazi de Ravensbrück, puis est mutée de 1942 à 1944 dans le camp de concentration de Majdanek près de Lublin en Pologne occupée (Gouvernement général).
Erna Wallisch décède en février 2008 à l'âge de 86 ans sans jamais avoir rendu compte de ses crimes.